# Carlos Escudé
Carlos Andrés Escudé (Buenos Aires, 10 de agosto de 1948-Ib., 1 de enero de 2021) fue un politólogo, investigador, escritor e intelectual argentino formado en la Universidad Yale, con estudios previos en St. Antony's College, Universidad de Oxford, y en la Universidad Católica Argentina. 
Durante 1990 fue asesor especial del Ministro de Relaciones Exteriores Guido di Tella respecto de la estrategia de política exterior frente a las potencias de Occidente.

## Biografía
Escudé fue investigador principal del CONICET, profesor de Política Exterior Argentina en el Centro de Estudios Avanzados de la Universidad Nacional de Córdoba y director del Centro de Estudios de Religión, Estado y Sociedad (CERES), que funciona dentro del Seminario Rabínico Latinoamericano Marshall T. Meyer, la institución de ordenación de rabinos del judaísmo masortí latinoamericano. Anteriormente se desempeñó como docente en las Universidades de Belgrano, Torcuato di Tella, UCEMA, y en el Instituto del Servicio Exterior de la Nación.
Fue panelista en el programa de televisión Creencias del Canal Infinito en Argentina. 
En 1977-78 fue estudiante graduado en St. Antony's College, Universidad de Oxford. Entre 1978 y 1980 obtuvo una beca Fulbright para la realización de estudios doctorales en Yale. El título de su tesis fue "Gran Bretaña, Estados Unidos y la declinación argentina, 1942-1949 (1983)". En 1983 obtuvo una beca posdoctoral del Social Science Research Council (SSRC). En 1984 recibió la Beca Guggenheim.
En 1992 publicó su libro más conocido "Realismo periférico". Esta obra del campo argentino de las relaciones internacionales, proponía una teorización rigurosa sobre el lugar de la Argentina como país periférico y su necesidad de establecer alianzas con las grandes potencias, en especial con Estados Unidos. El libro encontró eco en el canciller Guido Di Tella del gobierno de Menem.
En 1994 fue profesor visitante de Gobierno (Visiting Professor of Government) en la Universidad de Harvard. En 1996 recibió el Diploma al mérito en ciencias políticas otorgado por la Fundación Konex. En 2003-2004 fue titular del Ashley Fellowhip de Universidad de Trent, Canadá.
También fue profesor visitante en la Fundación José Ortega y Gasset de Madrid en 1997, y en la Universidad Internacional de Andalucía de La Rábida, en 2001; así como académico visitante (visiting scholar) en St. Antony's College, Oxford, en 1984; en la Universidad de Texas en Austin, en 1989; en la Universidad Johns Hopkins (SAIS), en 1990; en la Universidad de Carolina del Norte en Chapel Hill, en 1992; y en la Universidad de Augsburgo, Alemania, en 1996.
A comienzos de los 2000, Escudé comenzó a aparecer regularmente en televisión y llegó a defender enérgicamente el accionar de los EE. UU. en la llamada "Guerra contra el terrorismo".
Los trabajos de Escudé se asocian con el neomodernismo y el realismo periférico. Se lo asoció al neoliberalismo de la década de 1990 y también al kirchnerismo, al que adhirió con convicción. Poseía un gusto por la provocación y a una actitud profundamente crítica del nacionalismo argentino y de los nacionalismos en general. Analizando las raíces educativas del nacionalismo argentino publicó Patología del nacionalismo (1987) y El fracaso del proyecto argentino (1990).

## Publicaciones

### Fuera de la Argentina en el siglo XXI
- "'Linguistic Peace'? Reflections on the Interstate Security Consequences of Iberian American Linguistic Kinships versus European Linguistic Fragmentation," en Galia Press-Barnathan, Ruth Fine, y Arie M. Kacowicz (comps.),The Relevance of Regions in a Globalized World: Bridging the Social Sciences-Humanities Gap, Nueva York: Routledge 2018.
- "The Legitimacy of Interstate Hierarchy", en Kurt Almqvist (comp.), Nation, State and Empire, Estocolmo: Axel and Margaret Ax:son Johnson Foundation 2018.
- En coautoría con Luis L. Schenoni, "Peripheral Realism Revisited", en Revista Brasileira de Política Internacional, Vol. 59:1, abril de 2016.
- “Who Commands, Who Obeys and Who Rebels: Latin American Security under a Peripheral Realist Perspective”, en David Mares y Arie Kacowicz (comps.), Routledge Handbook of Latin American Security, Nueva York 2015.
- “Realism in the Periphery”, en Jorge I. Domínguez y Ana Cobarrubias (comps.), Routledge Handbook of Latin America in the World, Nueva York, 2014.
- “Argentina’s Grand Strategy in Times of Hegemonic Transition: China, Peripheral Realism and Military Imports”, en Revista de relaciones internacionales, estrategia y seguridad (Universidad Militar Nueva Granada, Bogotá), Vol. 10, No. 1.
- “China y Estados Unidos frente a América latina”, en Horizontes LatinoAmericanos: Revista de Humanidades e Ciências Sociais do Mercosul Educacional, Vol. I, No. 2 (2014), Fundação Joaquim Nabuco / Editora Massangana.
- “On the Wrong Side of History - Israel, Latin America and the United States under a Peripheral-Realist Perspective, 1949-2012”, en Judaica Latinoamericana VII, agosto de 2013. The Hebrew University Magnes Press Ltd.
- “El terrorismo islamista y el choque de cosmovisiones”, Economía Autónoma (Facultad de Economía, Universidad Autónoma Latinoamericana, Medellín, Colombia),  Jun-Nov 2011.
- “Israeli-Latin American Relations, 1948-2010”, en Alfred Wittstock (comp.), The World Facing Israel – Israel Facing the World: Images and Politics, Berlín: Frank & Timme, 2011.
- “El terrorismo islamista y el choque de cosmovisiones”, Economía Autónoma (Facultad de Economía, Universidad Autónoma Latinoamericana, Medellín, Colombia),  junio-noviembre de 2011.
- “National and Territorial Identities in Contemporary Latin America and Europe”, en Ryszard Stemplowski (comp.), Europe and Latin America, Looking at Each Other?, Varsovia: Polish Institute of International Affairs, 2010.
- “Réquiem al realismo periférico: ascenso y ocaso de una experiencia argentina de construcción de una teoría de RRII, 1986-1997”, en Cristián Parker Gumucio y Fernando Estenssoro Saavedra (comp.), El desafío del conocimiento para América latina, Santiago de Chile: Explora/USACH-IDEA, 2010.
- “Peripheral Realism: An Argentine Theory-Building Experience, 1986-1997”, en José Flávio Sombra Saraiva (comp.), Concepts, Histories and Theories of International Relations for the 21st Century: Regional and National Approaches, Brasilia: IBRI, 2009.
- “La civilización iberoamericana y sus relaciones internacionales”, en R. Stemplowski (comp.),  On the State of Latin American States: Approaching the Bicentenary, Cracovia, Polonia: Andrzeja Frycza Modrzewski Krakow University, 2009.
- "Piqueteros al gobierno: un experimento populista argentino, 2003-2007", en Estudios Interdisciplinarios de América Latina y el Caribe (Aranne School of History, University of Tel Aviv), Vol. 20, N.º 1 (enero-junio de 2009), pp. 117-145.
- Reseña del libro de Ricardo Salvatore, Imágenes de un imperio: Estados Unidos y las formas de representación de América Latina (Buenos Aires: Sudamericana, 2006), en Estudios Interdisciplinarios de América Latina y el Caribe (Aranne School of History, University of Tel Aviv), Vol. 18, N.º 2, julio-diciembre de 2007, pp. 125-127.
- “De Estado cautivo a Estado fallido: La Argentina y su populismo sistémico, 1975-2006” http://d.repec.org/n?u=RePEc:hal:papers:halshs-00103870_v1&r=all; Banco de publicaciones EconPapers/RePEc
- “From Captive to Failed State: Argentina under Systemic Populism, 1975-2006”, en The Fletcher Forum of World Affairs, Vol. 30 (2), verano de 2006.
- "Argentinien - Land frustrierter Perspektiven? Ein Erklärungsansatz für die relativen Frustrationen der Argentinier", en Klaus Bodemer, Andrea Pagni y Peter Waldmann (comp.), Argentinien Heute, Frankfurt: Vervuert, 2002, pp. 37-58.
- "Argentina, Israel y los Judíos", Revista de Libros, N.º 69, septiembre de 2002, Madrid;
- "Argentina: A 'Parasite State' on the Verge of Disintegration", Cambridge Review of International Affairs, Volumen 15 (3), octubre de 2002; pp. 453-467.
- "Natural Law at War", The Times Literary Supplement (TLS, Londres), 31 de mayo de 2002;
- "Unía Europejska i globalne bezpieczenstwo w ponowoczesnym swiecie", en Polski Przeglad Dyplomatyczny, Vol. 2, N.º 1 (5) 2002; p. 57-85.
- Карлос Эскуде (Carlos Escudé), “Европейский Союз и глобальная безопасность в мировой системе постсовременности (world-system)”, en Европа, Volumen 2 (3), 2002, pp. 96-130.
- "When Security Reigns Supreme: The Postmodern World-System vis-à-vis Globalized Terrorism and Organized Crime", en R. Stemplowski (comp.), Transnational Terrorism in the World System Perspective, Varsovia: Polish Institute of International Affairs, 2002, pp. 69-95
- “An Introduction to Peripheral Realism”, publicado en Stephanie Neuman (ed.), International Relations Theory and the Third World (Nueva York, St. Martin's Press y Palgrave Macmillan, 1998).
- "The European Union and Global Security in the Postmodern World-System", en R. Stemplowski (comp.) The European Union in the World System Perspective; Varsovia: Polish Institute of International Affairs, 2002, pp. 92-120.
- “The Falklands will never be Argentine”, en Lyubomir Ivanov (comp.), The Future of the Falkland Islands and Its People, Sofía (Bulgaria): Manfred Wörner Foundation, 2003. pp. 38-40.
- “¿Cuánto valen esas bases? El tira y afloja entre Estados Unidos y España, 1951-1953”, en Cuadernos de Historia Contemporánea, Vol. 25 (2003), pp. 61-81 (apareció a mediados de 2004).
- Asociado con Beatriz Gurevich, "Transnational Terrorism, Corruption and Erosion of State Authority: the Case of the 1992 and 1994 Attacks in Argentina", en E.I.A.L - Estudios Interdisciplinarios de América Latina y el Caribe, Universidad de Tel Aviv, Vol. 14, N.º 2, julio-diciembre de 2003, pp. 127-148 (a mediados de 2004).

### Libros
- ¡Y Luis D'Elía tenía razón! Algunas aberraciones políticas argentinas, Buenos Aires: Peña Lillo/Ediciones Continente 2018.
- Argentina, National Identity, Peripheral Realism and Identity Politics: Research Essays on the Interplay Between Political Culture and the International Relations of Argentina, Beau Bassin (Mauricio), Editorial Académica Española, 2017.
- Neomodernismo: filosofía de las jerarquías, Buenos Aires: Ed. Lumière, 2016.
- Con Macarena Sabio Mioni, Radiografía universal de la infamia: viñetas sobre el estado del mundo en nuestro tiempo, Buenos Aires: Ed. Lumière, 2013.
- Principios de Realismo Periférico: Vigencia de una Teoría Argentina ante el Ascenso de China, Buenos Aires: Ed. Lumière, 2012.
- Por qué soy judío y otros ensayos, Buenos Aires: Ed. Lumière, 2010.
- La Guerra de los Dioses: los Mandatos Bíblicos frente a la Política Mundial, Buenos Aires: Ed. Lumière, 2007
- Festival de Licuaciones: Causas y Consecuencias de la Pobreza en la Argentina, Buenos Aires: Ed. Lumière, 2006
- El Estado Parasitario: Argentina, Ciclos de Vaciamiento, Clase Política Delictiva y Colapso de la Política Exterior, Buenos Aires: Ed. Lumière, 2005.
- Historia General de las Relaciones Exteriores de la República Argentina. Quince volúmenes dedicados a la historia de las relaciones exteriores de la Argentina, desde las frustradas invasiones inglesas de 1806 hasta el final de la administración de Raúl Alfonsín de 1989. Dirigida por Carlos Escudé y Andrés Cisneros, con la colaboración de un equipo de doce investigadores. Buenos Aires: GEL, 1998-2000.
- Estado del Mundo: Las Nuevas Reglas de la Política Internacional Vistas desde el Cono Sur, Buenos Aires: Ariel, 1999.
- Los Mercenarios del Fin del Milenio: Estados Unidos, Europa y la Proliferación de Servicios Militares Privados, Buenos Aires: Belgrano, 1999.
- Foreign Policy Theory in Menem's Argentina, Gainesville, Florida: University Press of Florida, 1997.
- Biografía Apócrifa de Andrés Carvajal, Buenos Aires: GEL/Nuevohacer, 1996 (novela).
- El Realismo de los Estados Débiles: la política exterior del primer gobierno Menem frente a la teoría de las relaciones internacionales, (publicado bajo los auspicios del Center for International Affairs, Harvard University), Buenos Aires: GEL 1995.
- Realismo Periférico: Bases Teóricas para una Nueva Política Exterior Argentina, Buenos Aires: Planeta 1992.
- La "Riconquista" Argentina: Scuola e Nazionalismo, Fiesole, Italy: Edizioni Cultura della Pace, 1992. Versión abreviada del libro mencionado abajo (1990), en italiano.
- El Fracaso del Proyecto Argentino: Educación e Ideología, Buenos Aires: Ed. Tesis/Instituto Torcuato Di Tella, 1990.
- Patología del Nacionalismo: el Caso Argentino, Buenos Aires: Ed. Tesis/Instituto Torcuato Di Tella, 1987.
- La Argentina vs. las Grandes Potencias: el Precio del Desafío, Buenos Aires: Ed. de Belgrano 1986.
- La Argentina, ¿Paria Internacional? (con la colaboración de Cristóbal Williams), Buenos Aires: Ed. de Belgrano 1984.
- Gran Bretaña, Estados Unidos y la Declinación Argentina, 1942-49, Buenos Aires: Ed. de Belgrano, ediciones en 1983, 1984, 1988 y 1996.
- Con Beatriz Gurevich, también compiló El Genocidio Ante la Historia y la Naturaleza Humana, Buenos Aires: GEL, 1994.

## Premios
- Ashley Fellowship 2003-2004, Universidad Trent, Canadá.
- Premio Vocación Académica, Fundación del Libro y Diario Clarín, Feria del Libro de Buenos Aires 2001.
- Diploma al Mérito en ‘Ciencias Políticas’ otorgado por la Fundación Konex, 1996.
- Premio Bernardo Houssay a la Investigación Científica Relevante otorgado por el CONICET, 1987.
- Condecorado por el Gobierno de la República de Chile con la Orden de Bernardo O'Higgins en el Grado de Comendador (1986), por su aporte a la cooperación, paz y amistad entre Argentina y Chile en ocasión de la negociación del “Tratado de Paz y Amistad” de 1984.
- Guggenheim Fellowship, John Simon Guggenheim Memorial Foundation,1984-85.
- SSRC Postdoctoral Fellowship, 1983-84.
- Premio en el Concurso Extraordinario de Investigaciones Psico-Sociológicas con Orientación Matemática, otorgado por la Facultad de Ciencias Económicas de la Universidad de Buenos Aires y la Fundación Bolsa de Comercio de Buenos Aires, 1971.